# 福建省文学艺术界联合会
福建省文学艺术界联合会，简称福建省文联，是中华人民共和国福建省文学艺术工作者组成的人民团体，是中国文学艺术界联合会的团体会员，受中国共产党福建省委员会的领导。
福建省文联的最高权力机构为福建省文学艺术界联合会代表大会和由它产生的福建省文学艺术界联合会委员会。